# Віра Голл
Адель Голл Уорд, більш відома як Віра Голл (6 квітня 1902 — 29 січня 1964) — американська фолк- співачка, народилася в Лівінгстоні, штат Алабама. Найбільш відома своєю піснею 1937 року «Trouble So Hard», у 2005 році вона була введена до Жіночої зали слави Алабами.

## Біографія
Віра Голл народилася в Пейнвіллі, графство Самтер, штат Алабама, поблизу Лівінгстона, і співала все своє життя. Її мати Зуллі Холл, колишня рабиня і батько Агнес Ефрон навчили її пісень, таких як «I Got the Home», «In the Rock» і «When I'm Standing Wondering, Lord, Show Me the Way». Голл вийшла заміж за Неша Рідла, шахтаря, у 1917 році та у шлюбі з ним народила доньку, на ім'я Мінні Ада. В 1920 році Рідла було вбито. Наприкінці 1930-х років пісні у виконанні Віри Голл стали дуже популярними у Сполучених Штатах.
Джон Евері Ломакс, етномузикознавець, познайомився з Голл у 1930-х роках і записав її для Бібліотеки Конгресу США. Ломакс писав, що у неї найкращий голос, який він коли-небудь записував.  ВВС відтворила на своєму каналі пісню «Another Man Done Gone» у 1943 році як еталон американської народної музики. Раніше Бібліотека Конгресу виконала цю пісню на честь 75-ї річниці Прокламації про визволення рабів в 1937 році. У 1945 році Голл записала пісні разом з Байроном Арнольдом. У 1984 році ці записи були видані як збірка народних пісень під назвою Cornbread Crumbled in Gravy. За словами музиканта та письменника Стівена Вейда, «Another Man Done Gone» стала найвідомішою піснею Віри Голл. Карл Сендбург пригадав, як слухав її більше дюжини разів поспіль під час візиту в січні 1944 року в будинок Ломакса в Далласі. . . .».
У 1948 році за допомогою Алана Ломакса Віра Голл поїхала до Нью-Йорка і виступила 15 травня на Американському музичному фестивалі в Колумбійському університеті. Під час цієї подорожі Ломакс зробив кілька інтерв'ю з нею, пізніше заявивши: «Її спів схожий на пастушу сопілку з глибоким голосом, м'який і чистий за тонами, але завжди з відтінками губ і насолоди. . . Звук виходить із глибини її душі, коли вона співає, із джерела золота та світла, наче прихованого, і прямує просто до ваших вух, як сонячне світло. Це рідке, повне контральто, багате низькими обертонами; що може також стрибати прямо у фальцет і грати там так само легко, як птах на вітрі».
Віра Голл померла у січні 1964 року в Тускалузі, штат Алабама. Наприкінці свого життя співачка знаходилася в страшних злиднях, тому її було поховано в анонімній могилі.
Сьогодні її пісні все ще привертають до себе неабияку увагу. Ціновані вченими та любителями народної пісні, записи Голл охоплюють приклади раннього блюзу та народних пісень, які більше ніде не зустрічаються.

## Спадщина
Син Ломакса, Алан, також просував Віру Голл, привізши її до Нью-Йорка для виступу в Колумбійському університеті в 1948 році та зібравши Rainbow Sign, книгу, засновану на житті та історіях співачки.
Сингл Мобі 2000 року Natural Blues по суті є розширеним реміксом пісні Trouble So Hard, записаної Голл у 1937 році.
21 квітня 2007 року в Залі слави Лівінгстона відкрили історичний знак на честь Віри Голл.
Інтерпретація пісні Віри Голл 1959 року «O, Death» була показана в третьому епізоді першого сезону Видозмінений вуглець, серіалу Netflix.